# Kawasaki KLV 1000
Die KLV 1000 ist ein Motorrad in der Kategorie Reiseenduro des japanischen Herstellers Kawasaki mit der Kawasaki erstmals eine große Reiseenduro anbietet.

## Zusammenarbeit mit Suzuki
Allerdings entstand das Motorrad durch eine Kooperation mit Suzuki und ist baugleich mit der Suzuki DL 1000 V-Strom. Die KLV 1000 wurde eigentlich bei Suzuki hergestellt und rollt dort vom Band; selbst im Fahrzeugschein der KLV ist Suzuki als Hersteller angegeben.

## Technik
Der Motor ist ein flüssigkeitsgekühlter Zweizylinder-V-Motor. er arbeitet nach dem Ottoverfahren im Viertakt. Der Hubraum beträgt 996 cm³. Der Motor  leistet 98 PS (72 kW) bei 7600/min. Das maximale Drehmoment von 101 Nm liegt bei 6.400/min an. Jeder Zylinder hat zwei Einlass- und zwei Auslassventile. Diese werden von zwei obenliegenden Nockenwellen gesteuert. Die Gemischaufbereitung erfolgt durch eine Saugrohreinspritzung. Über ein Sechsganggetriebe wird das Moment durch eine Rollenkette an das Hinterrad übertragen.
Die KLV 1000 war bei ihrem Erscheinen bis dahin die einzige Kawasaki mit geregeltem Katalysator; das war der Zusammenarbeit mit Suzuki zu verdanken. Der lang übersetzte
sechste Gang ist als „Overdrive“ ausgelegt und senkt so Drehzahl und Benzinverbrauch.
Der Brückenrahmen ist aus Leichtmetall. Die Teleskopgabel vorn hat einen Federweg von 160 mm.
Telegabel sowie Zentralfederbein lassen sich auf unterschiedliche Belastungen einstellen, so dass das Fahrwerk auch im Zweipersonenbetrieb nicht überfordert ist. Hinten beträgt der Federweg 159 mm. Vorne rollt die KLV 1000 auf 110/80 R 19, hinten auf 150/70 R 17 Reifen. Die in drei Positionen verstellbare Windschutzscheibe erlaubt eine Anpassung des Windschutzes an die Fahrergröße. Die baugleiche Suzuki V-Strom hatte hingegen keine verstellbare Frontscheibe.
Die Sitzhöhe beträgt 84 Zentimeter, der Tankinhalt ist 22 Liter. Bei einem Leergewicht von 236 Kilogramm, und einer Zuladung von 204 Kilogramm beträgt das zulässige Höchstgewicht 440 Kilogramm. Der Verbrauch ist mit sieben Liter Normalbenzin auf 100 Kilometer angegeben.

## Unterschiede zur Suzuki Dl 1000
Änderungen zur DL 1000 sind unter anderem eine andere Frontmaske, eine andere Frontscheibe und der hintere Kotflügel aus mattem Kunststoff, welche die KLV 1000 hat; bei der DL 1000 ist dieser jeweils in der Farbe des Motorrads lackiert. Die KLV gab es nur in Orange, wodurch sie sich optisch von der Suzuki DL 1000 V-Strom absetzte, die in dieser Farbe nicht angeboten wurde.
Die KLV 1000 wurde in den Jahren 2004 und 2005 bei Kawasaki verkauft.